# Le Trésor des Chevrets
Le Trésor des Chevrets (Les Aventures de Vick et Vicky : Le Trésor des Chevrets, Bruno Bertin & Jean Rolland, 1995, France) est le premier album de bande dessinée des Aventures de Vick et Vicky.

## Synopsis
Le jeune rennais Vick passe ses vacances d’été chez son oncle, à Saint-Coulomb, du côté de Saint-Malo. Culitvateur, ce dernier gère un camping à proximité de la mer. Vick se lie d'amitié avec une bande de scouts qui cherche précisément un campement. Il y a Tonino, Jean-Sébastien et Marc, tous membres de la patrouille des Élans. Ils décident d'incorporer Vick à leur groupe et de faire de son chien Vicky leur mascotte.
Vick serait ravi de faire découvrir à ses nouveaux amis la région. Il les conduit à la pointe du Grouin pour pêcher. Mais en escaladant une falaise, ils découvrent une grotte et mettent la main sur des sacs de toiles renfermant des billets anglais. Vick propose d'aller en ville voir son cousin banquier pour être fixé sur leur authenticité. Ces billets proviennent en fait de l'attaque du train postal qui a eu lieu la semaine dernière, entre Londres et Brighton. Malgré le danger, il obtient de son cousin du temps pour retrouver les voleurs, afin d'empocher la prime offerte à ceux qui rapporteront les billets et livreront les voleurs aux policiers.

## Personnages
Héros principaux
- Vick : tantôt de bonne ou de mauvaise humeur, c'est le héros de la série et le chef de la bande. Il habite Rennes.
- Vicky : chien de Vick, désigné mascotte de la patrouille des Élans, Vicky est un personnage important dans les aventures. Il aide régulièrement les enfants à se sortir de situations difficiles.

Scouts de la patrouille des Élans
- Jean-Sébastien : il est le chef de la patrouille et le sage de la bande.
- Tonino : Italien venu de Rome. Il était Chamois agile avant d’être un Élan.
- Marc : le casse-cou de la bande. Toujours téméraire et partant dans l'aventure, il est sportif et passionné par la pêche.

Personnages de l'histoire
- Georges : malfrat anglais
- Kevin : malfrat anglais, complice de Georges
- Victor Le Gallo : oncle et parrain de Vick, il habite Saint-Coulomb dans le hameau de La Guimorais. Il cultive des artichauts et gère un camping.
- Loïc : banquier à Saint-Malo, cousin de Vick, ancien chef scout.
- le commissaire Février

## Autour de l’œuvre

### Lieux visités
La bande dessinée se passe à Saint-Coulomb et à Saint-Malo, en Ille-et-Vilaine. Les personnages se promènent sur la côte et le lecteur peut reconnaître l'anse Duguesclin et son Île du Guesclin, le Fort du Guesclin, la Pointe du Grouin.

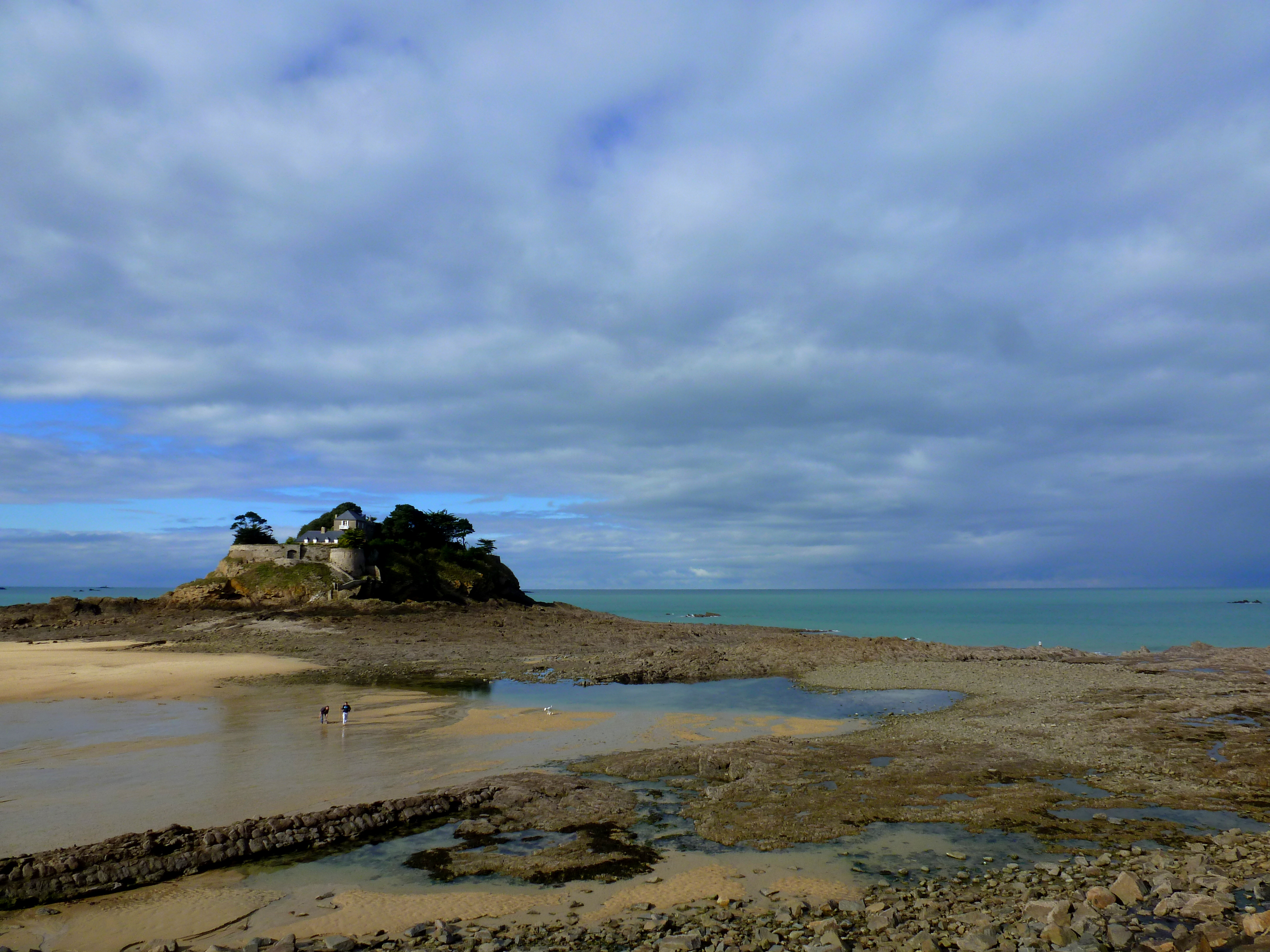
Le Fort du Guesclin à marée basse
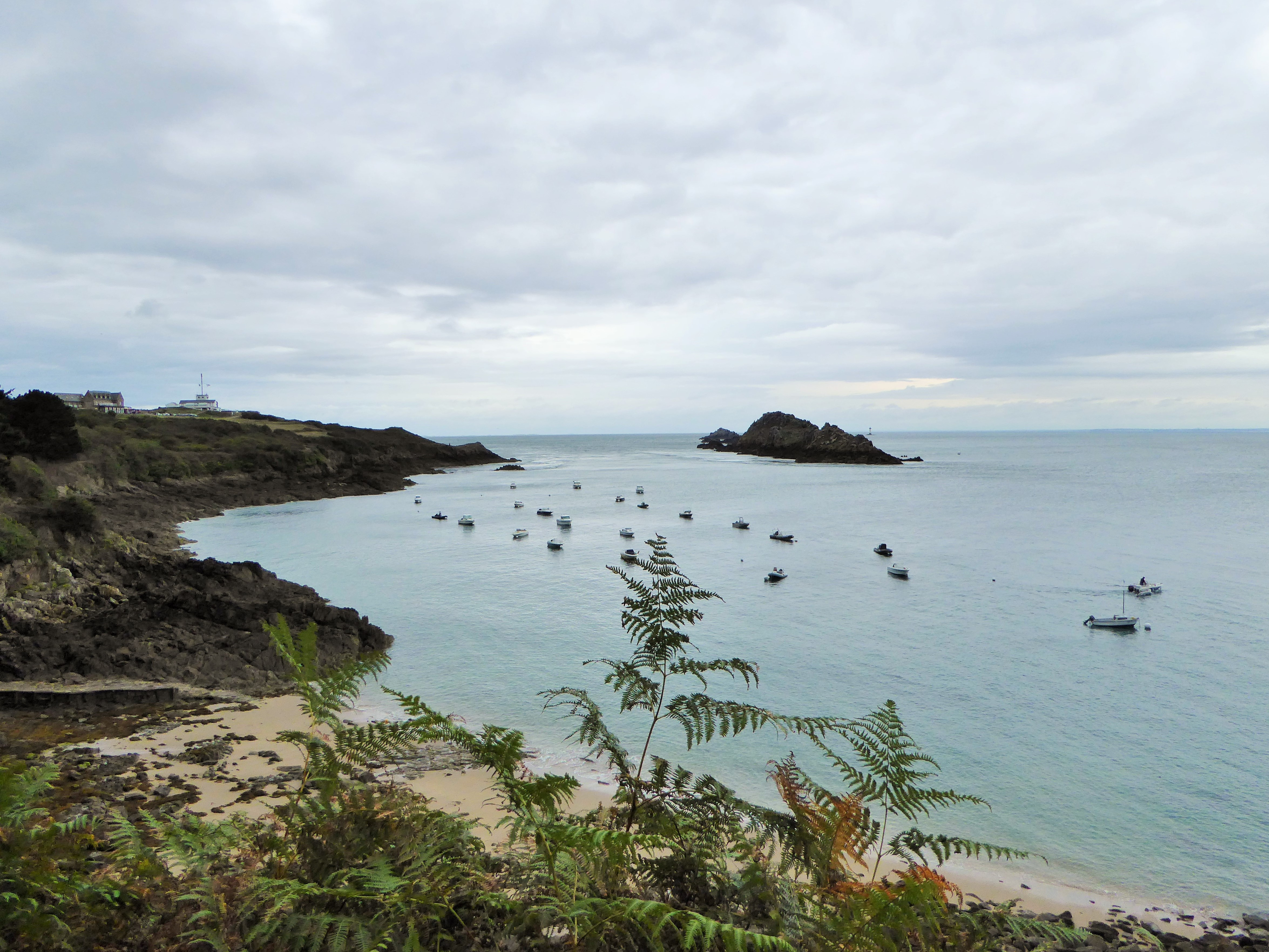
La Pointe du Grouin
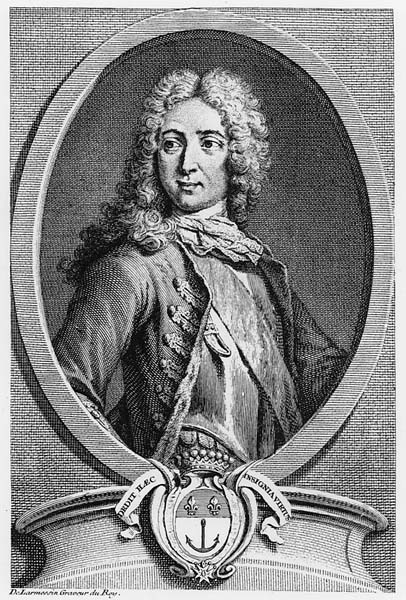
René Duguay-Trouin, d'après une gravure de l'époque
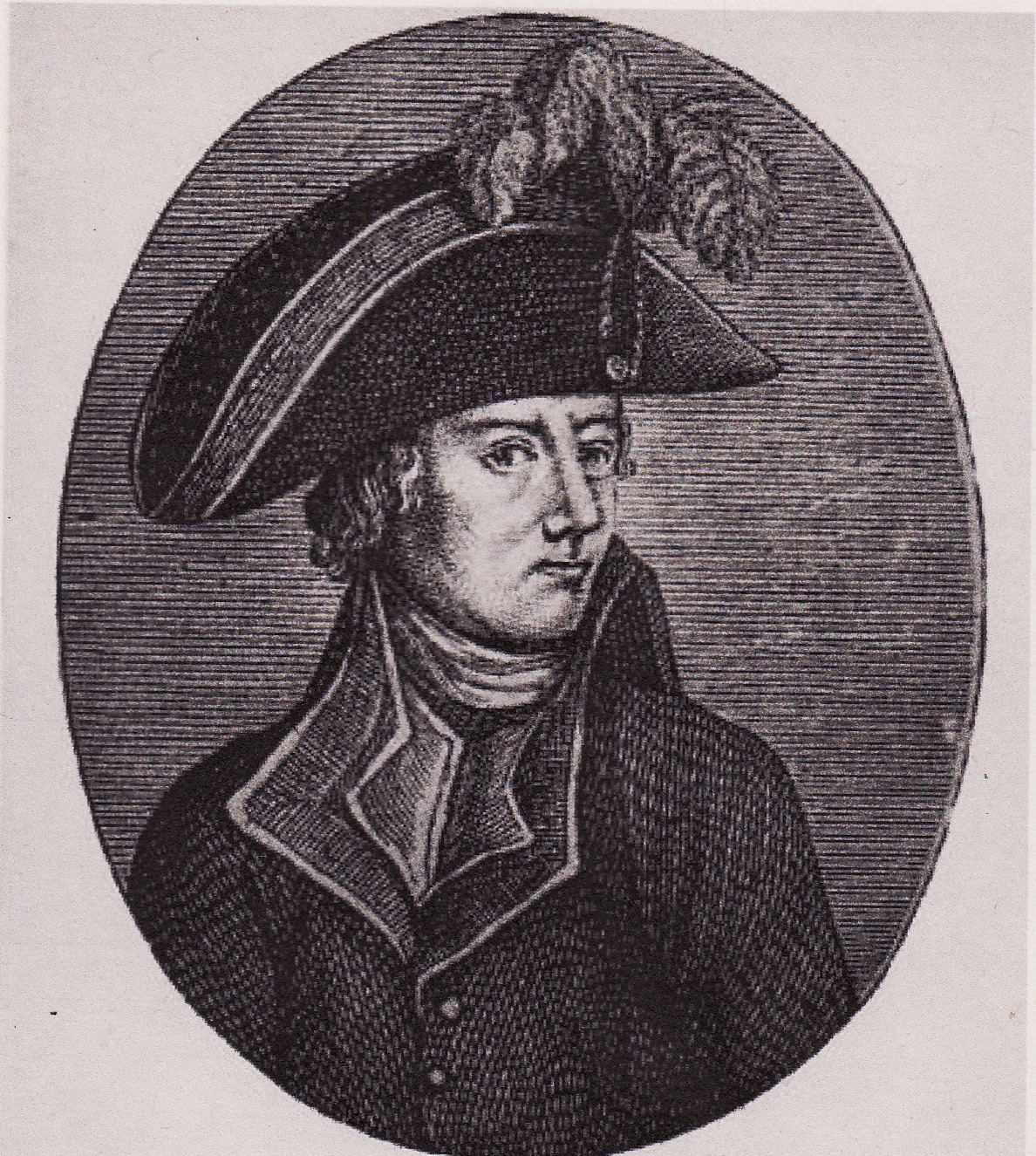
Le marquis de La Rouërie, gravure du début du XIXe siècle
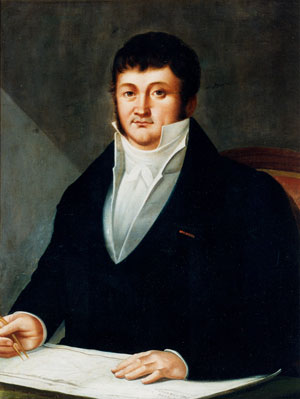
Portrait de Surcouf
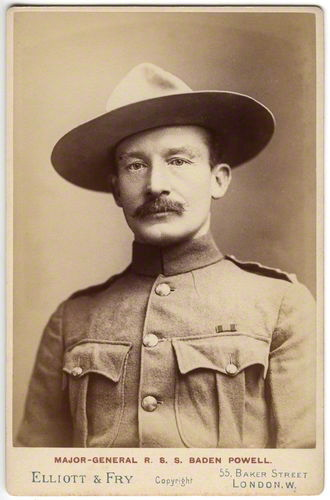
Robert Baden-Powell
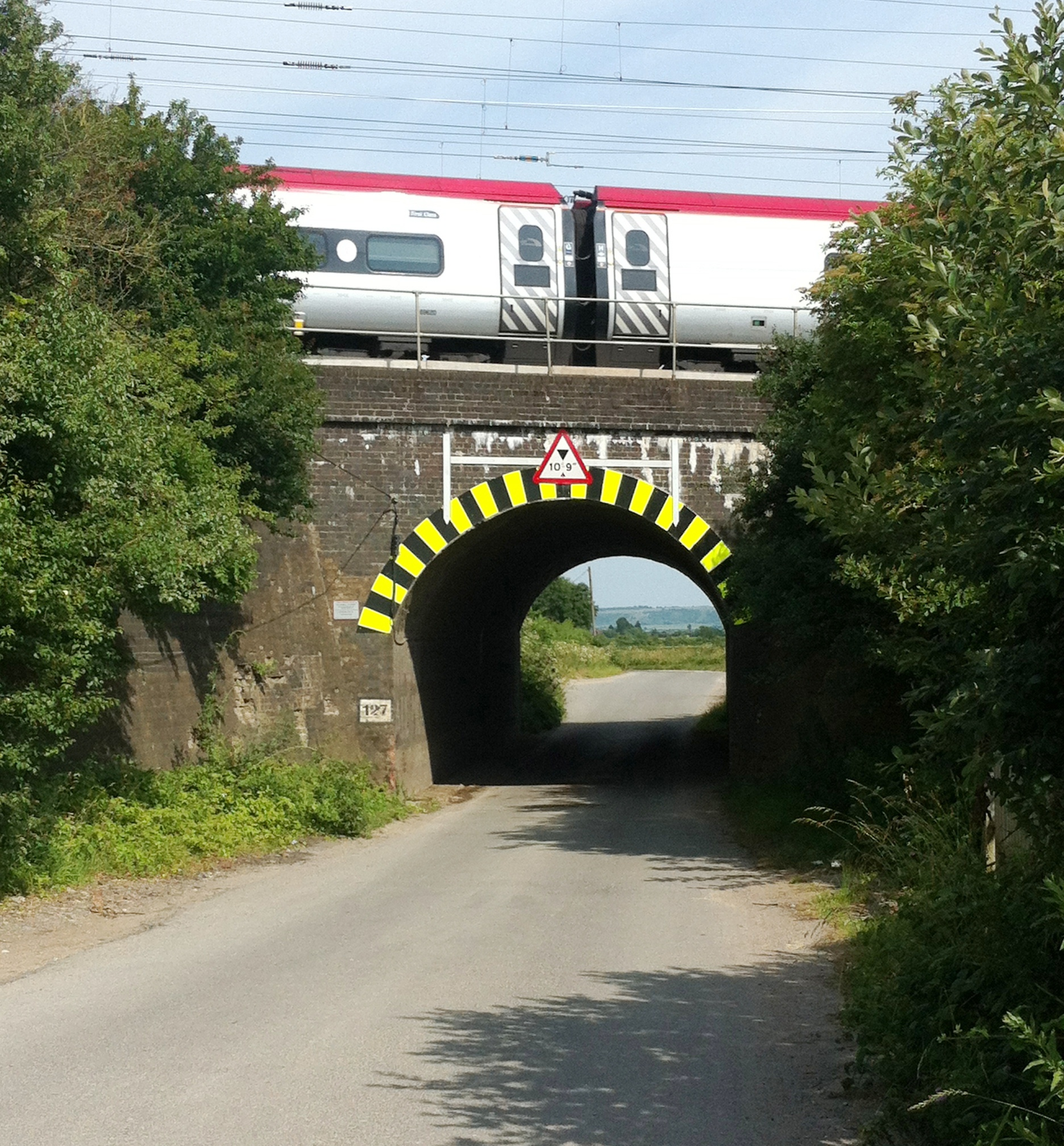
Pont de Mentmore, à l'époque le Bridego Bridge, lieu du braquage

### Informations historiques
L'album évoque la Conjuration bretonne, avec Valentin Chevetel et le Marquis de La Rouërie, l'histoire du scoutisme avec Robert Baden-Powell. Les auteurs n’ont pas précisé l'identité du mouvement scout dans l'album. Mais pour bien décrire le scoutisme, Bruno Bertin a participé à plusieurs camps. Il « admire leur solidarité. ».
Il est question d'une attaque d'un train postal entre Londres et Brighton, ce qui fait écho à la vraie attaque du train postal Glasgow-Londres. Le film Le Cerveau réalisé par Gérard Oury en 1969, avec Jean-Paul Belmondo, Bourvil et David Niven, s'inspire également de l'attaque du train postal Glasgow-Londres.
La nouvelle édition de 2014 présente des pages documentaires à la fin sur Saint-Malo, les corsaires, René Duguay-Trouin, Robert Surcouf.

### Thèmes
vol d'argent, prise d'otage, séquestration, passage secret.

### Contexte d’écriture
Vick et Vicky sont deux héros de bande dessinée, un jeune garçon et son chien, créés à titre personnel par Bruno Bertin. Ce dernier n’envisageait pas d’en faire la publication. « Et puis j'ai rencontré Jean Rolland, qui est écrivain, au Festival Étonnants Voyageurs à Saint-Malo. Je lui ai demandé de m'écrire un conte de Noël. C'était tellement magnifique que je lui ai proposé de travailler avec moi. C'est ainsi qu'est né notre premier album de Vick et Vicky et il a été publié. »  Les auteurs ont placé la bande dessinée sous le signe d'Enid Blyton, l'auteur du Club des cinq et de Mitacq-Charlier-Wasterlain, pour la série La Patrouille des Castors.

### Nouvelle édition
La nouvelle édition de 2014 a été entièrement redessinée. De l’aveu de Bruno Bertin, « le trait est plus sûr, le personnage de Vick a vieilli, il est passé de 12 à 14 ans. Avec Jean Rolland nous avons modernisé l'album, comme le faisait Hergé. Il y a plus de pages qu'à l'origine. »  Sur la couverture de la première édition, Vick est en tenue scoute. Bruno Bertin explique que « sur le scénario originel, il devait le devenir en fin d'ouvrage mais les auteurs d'un commun accord décidèrent qu'il resterait "civil". » Mais Bruno Bertin avait déjà dessiné la couverture et par manque de temps il ne fit pas la correction. La couverture sera refaite au moment de la refonte complète de l'album en 2014.